# 梵净蛉蛾
梵净蛉蛾（学名：Neopseustis fanjingshana），一种发现于中华人民共和国贵州省梵净山地区的昆虫，隶属于蛉蛾科（卵翅蛾科）蛉蛾属。

## 形态特征
正模标本为雄性成虫，翅展约17毫米。头部黄褐色，头顶和额具棕褐色倒伏的鳞毛；触角褐色；下颚须和下唇须黄褐色。胸部棕褐色，足黄褐色。前翅基半部淡褐色，散有不规则的褐色和黑褐色斑纹，混生一些银白色的鳞片；翅端半部白色，杂有淡褐色斑，翅缘有一系列缘斑。后翅大部分为白色，有一组不规则的淡褐色缘斑。腹部淡黄褐色，疏生褐色鳞毛。